# Chi Ta-wei
Chi Ta-wei (紀大偉, pinyin Jì Dàwěi, Wade-Giles Chi4 Ta4-wei3), né le 3 février 1972 à Taïwan, est un écrivain taïwanais.

## Biographie
Né à Taichung, Chi Ta-wei est diplômé de langues et littératures étrangères de l'université nationale de Taïwan.
Il a soutenu un doctorat de littérature comparée à l'université de Californie à Los Angeles. Il enseigne la littérature à l'université nationale Cheng Kung à Taïwan.
Son roman de science-fiction Membrane (1996) est présenté comme le premier roman « SF Queer » de langue chinoise.
Auteur de nouvelles, il a aussi traduit des romans d'Italo Calvino en chinois.
En 2015, il s'est rendu en France pour présenter son roman traduit et participer à des rencontres. La critique Marianne Leconte décrit Membrane comme « un roman transgressif intelligent, riche en rebondissements et empreint d’une grande sensualité ».

## Œuvres
- Ganguan shijie (感官世界), 1995.
- Membrane (膜, Mo, 1996), traduit par Gwennaël Gaffric, L'Asiathèque, 2015 ; Le Livre de poche, 2017.
- Wan'an Babilun: Wanglu Shidaide Xingyu, Yiyi, yu Zhengzhi Yuedu (晚安巴比倫：網路世代的性慾、異議與政治閱讀), 1998.
- Lianwupi (戀物癖), 1998.
- Perles, traduit par Olivier Bialais, Gwennaël Gaffric, Coraline Jortay et Pierrick Rivet, L'Asiathèque, 2020.